# Youlou
Pour les articles homonymes, voir Youlou (homonymie).
Youlou est une commune située dans le département de Tchériba de la province du Mouhoun au Burkina Faso.